# Taxík (pořad)
Taxík je televizní soutěžní pořad České televize, který vznikl na britské televizní stanici ITV v roce 2005 a rozšířil se jako franšíza do několika desítek dalších zemí. Sloganem hry je, že jde o „jediný taxík, který vám zaplatí“.

## Historie
Soutěž byla poprvé v Británii vysílána 13. června 2005, v Česku vysílání začalo v první polovině roku 2008. Show se původně vysílala každou středu odpoledne a reprízovala v neděli v nočních hodinách, během první poloviny roku 2012 vysílání přešlo na každodenní režim s vysílací dobou před televizními zprávami. Poté, co byl pořad postupně zastaven v Německu i v Kazachstánu, přestal být 31. srpna 2012 vysílán i v Česku. Internetová verze hry je však stále dostupná online. V roce 2015 vysílala ČT zatím poslední sérii soutěže.

## Popis
Moderátor pořadu zpočátku vystupuje jako běžný řidič taxíku, který pasažérům odsouhlasí, že je volný a může je dovézt na požadované místo. Po jejich nasednutí spustí v interiéru vozu barevné světelné efekty a charakteristický jingl, jež napoví, že taxík je zvláštní, ukáže pasažérům svou tvář a představí se. Po krátkém shrnutí pravidel hry zamíří na místo určení s tím, že během jízdy soutěžícím klade vědomostní otázky, za něž získávají peníze. 

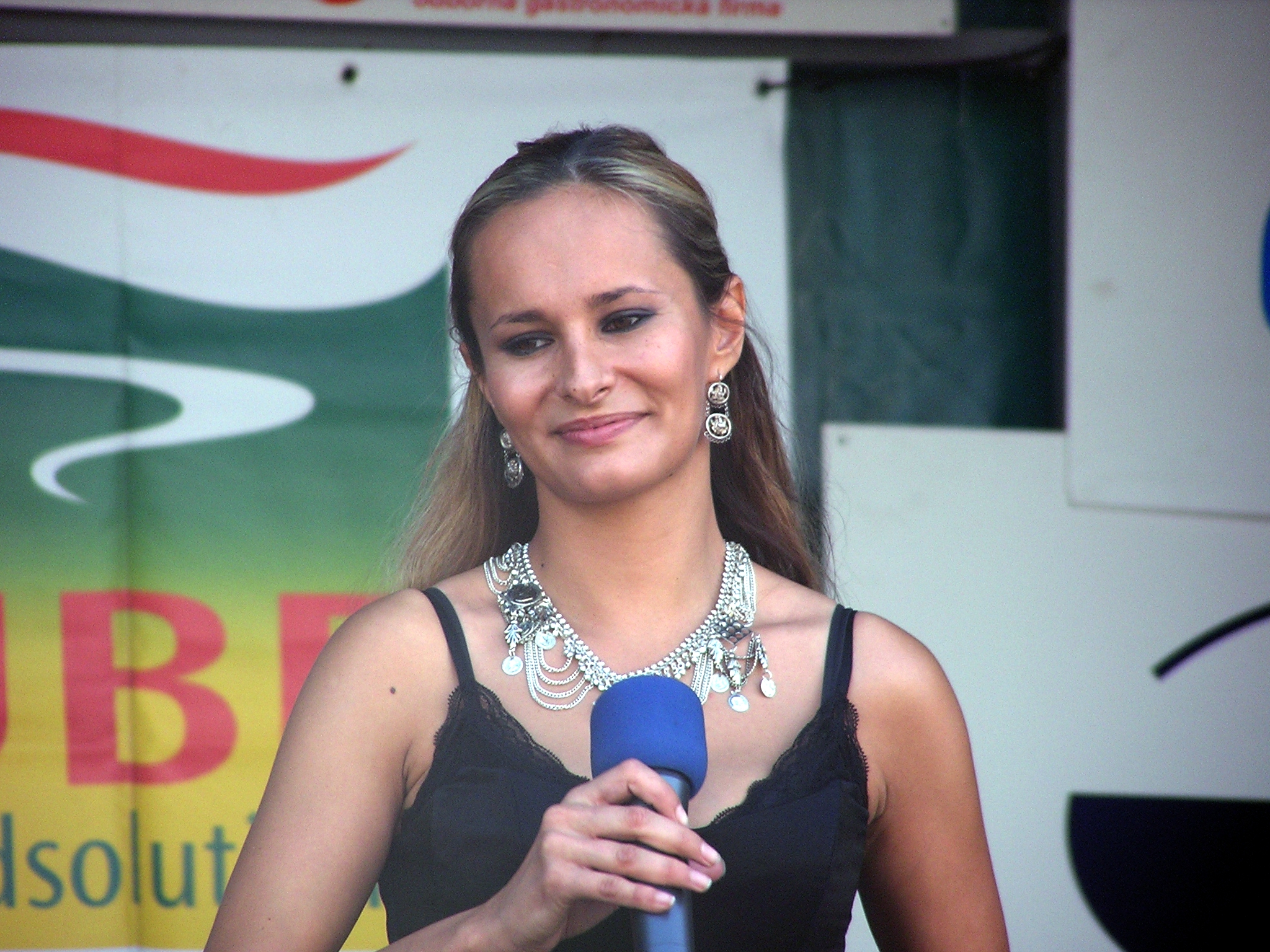
Monika Absolonová, jedna z moderátorů pořadu

Pořad má 28minutovou stopáž.

### Moderátoři
Prvním moderátorem byl Aleš Háma, k němuž v roce 2012 postupně přibyli Tomáš Matonoha a Monika Absolonová.

### Pravidla
Po prvních pěti otázkách v hodnotě 500 Kč moderátor zjišťuje, v jakém oboru soutěžící pracují nebo čím se v současnosti zabývají. Za dalších pět otázek, které jsou o něco obtížnější, je možné získat po tisícikoruně, následující série otázek pak má hodnotu dvou tisíc korun.
Soutěžící mohou během jízdy využít dvou nápověd, z nichž první je pomoc po telefonu, kdy mohou zavolat známému ze svého mobilu a požádat jej o radu. V případě, že volaný telefon nezvedne, nelze volat nikomu dalšímu a možnost nápovědy po telefonu propadá, stejně jako v případě, že by snad volaný kontaktoval soutěžícího později sám. Druhou možností je získat radu od náhodného kolemjdoucího, jehož osloví přes otevřené okénko taxíku. Soutěžící se pak mohou sami rozhodnout, zda získanou nápovědu využijí jako závaznou odpověď.
Na začátku hry mají tři životy, o něž v případě chybné odpovědi postupně přicházejí. Po třetí nesprávné musí vůz opustit na místě, kde se zrovna nacházejí, a dosud získané peníze klesnou zpět na nulu. Při úspěšném dojetí na místo určení bez ztráty třetího života je soutěžícím nabídnuta možnost tzv. dablu, tedy zodpovězení otázky, jež jim přinese zdvojení doposud získané hodnoty peněz. Soutěžící zde však nemají možnost využít nápovědy. Chybná odpověď znamená, že soutěžící o celý doposud získaný obnos přijde.